# Matt Henry (photographe)
Pour les articles homonymes, voir Matt Henry et Henry.
 (juin 2023).
Matt Henry (né le 15 janvier 1978 à Wrexham, Royaume-Uni) est un photographe gallois.

## Biographie
Matt Henry est basé à Brighton, Angleterre. Il a d'abord fait un Bachelor of Arts en sciences politiques à l'Université de Nottingham, puis un master en photographie à l'Université de Brighton. Dans sa jeunesse, il consomme beaucoup de médias et de divertissements américains, ce qui le sensibilise à la culture populaire des États-Unis. À 18 ans, il séjourne pendant trois mois sur un campus du Maryland, qu’il photographie quotidiennement. C’est ce voyage qui va transformer son intérêt en véritable addiction. A la fois fasciné et craintif à l’égard de la culture et de la politique américaine, il va orienter une majeure partie de son travail vers la reconstitution historique et la mise en scène de schémas narratifs fictionnels purement ancrés dans l’Amérique des années 1950 à 1970 à travers des portraits et des saynètes à l’esthétique folklorique et colorée de la contre-culture américaine,,.
Ses projets sont constitués comme de séquences mises en scènes suivant un scénario, réalisées avec des décors et des acteurs qu'il dirige.
Matt Henry a publié deux livres photo en 2015 puis en 2018 et a été exposé dans plusieurs musées et galeries en Angleterre, en France, aux États-Unis ou encore en Allemagne. Depuis 2007, il a réalisé huit séries différentes. Il est représenté en France par la Galerie Polka[réf. nécessaire].

## Expositions
- Sometime in the Never, One Eyed Jacks, Brighton, 2012.
- Blue Rivers Fall, One Eyed Jacks, Brighton, 2014.
- The Trip, Galerie Polka, Paris, 2016.
- Photo London, Somerset House, 2017.
- Southern Gothic, Galerie Polka, Paris, 2018.